# Luchtwachttoren 3T3 - Nieuw-Namen
De Luchtwachttoren 3T3 is een luchtwachttoren met postnummer 3T3 gelegen in het plaatsje Nieuw-Namen in Zeeuws-Vlaanderen, in de Nederlandse provincie Zeeland.

## Beschrijving
De toren is in 1953 gebouwd en was onderdeel van het landelijke netwerk van observatieposten van het Korps Luchtwachtdienst gedurende de Koude Oorlog. Het is een van de 19 nog resterende exemplaren. De toren staat op de Nieuw Kieldrechtdijk en is oorspronkelijk ter camouflage geflankeerd door een rij populieren. Deze zijn in de loop van de tijd hoog boven de toren uitgegroeid en in 2008 vervangen door een andere boomsoort.
De toren is ontworpen door architect Marten Zwaagstra in samenwerking met Ad van der Steur en Willem Herman de Groot, in opdracht van het ministerie van Defensie. Het bouwwerk is geconstrueerd uit prefab betonnen raatbouwelementen en heeft een hoogte van 16,58 meter. Bovenin bevindt zich een uitkijkplatform dat bestaat uit een open ruimte van 3 bij 3 meter met een 1,5 meter hoge borstwering. Manschappen konden bij gevaar dekking zoeken in een overdekte schuilnis aan de westzijde van het uitkijkplatform. Het bouwwerk is van het type E1506, wat wil zeggen dat het platform zich op een hoogte van 15,06 m boven het maaiveld bevindt.
De toren in Nieuw-Namen vormde een zogenaamde luchtwachtkring (een observatiedriehoek) met de luchtwachttoren van Koewacht (postnummer 3T1) en de toren van Kloosterzande (postnummer 3T2). Deze laatste is in 1990 opgeblazen omdat men er geen bestemming meer voor zag, en de toren ernstig aangetast was door betonrot. De waarnemers rapporteerden aan het luchtwachtcentrum in Breda.

## Gebruik door de Bescherming Bevolking
De toren is in gebruik geweest tot 1964, toen de luchtwachtdienst in de regio werd opgeheven. Daarna is de toren overgegaan naar de Bescherming Bevolking (BB). Vanaf de toren konden waarnemers een eventuele inslag van een atoombom lokaliseren en deze coördinaten telefonisch doorgeven. Ter bescherming van het personeel werd in 1968 aan de voet van de toren een kleine atoomschuilkelder gebouwd. Deze heeft een oppervlak van 4,65 x 2,50 m en bevindt zich een meter onder het maaiveld. Toen de BB in 1980 werd opgeheven verloren de toren en de schuilkelder hun functie.

## Heden
In tegenstelling tot de meeste andere luchtwachttorens bleef de toren bij Nieuw-Namen behouden. Nadat de toren in onbruik raakte verkocht de Dienst Domeinen hem aan de Stichting Behoud Natuur en Leefmilieu. In 1992 nam een particulier, Theo van Duyse, de toren voor een symbolisch bedrag van vijftig gulden over van de stichting. Later verwierf hij ook de BB-bunker van de gemeente Terneuzen en de onderliggende grond van het waterschap.
De toren is nog in redelijk goede staat en de trappen zijn door de huidige eigenaar vernieuwd. Met enige regelmaat is het bouwwerk opengesteld voor bezoeken van schoolklassen en voor de Open Monumentendagen.